# Göttengrün
Göttengrün ist ein Ortsteil der Einheitsgemeinde Stadt Gefell im Saale-Orla-Kreis in Thüringen.

## Geografie und Verkehr

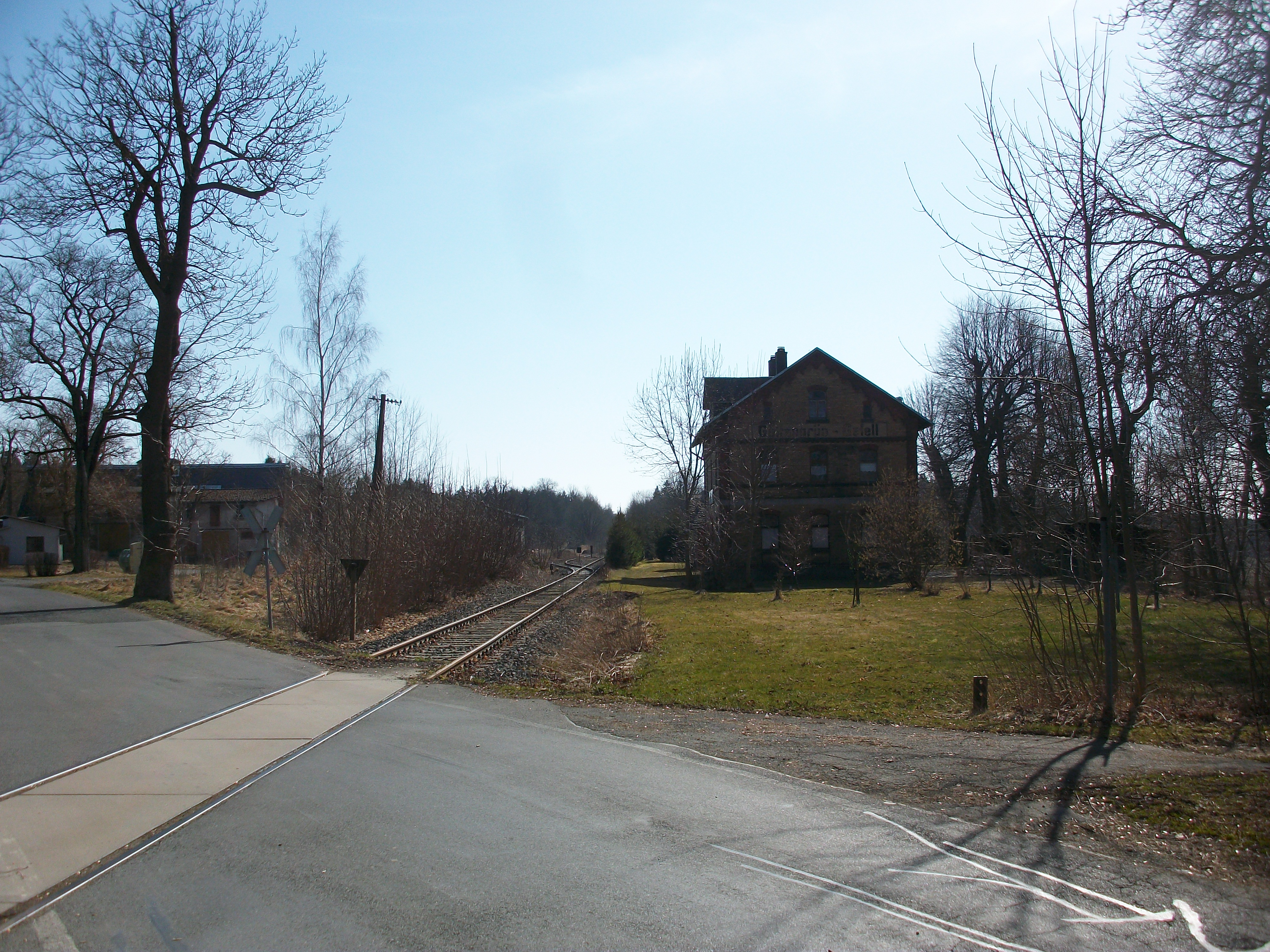
Haltepunkt Göttengrün-Gefell (2022)

Die Gemarkung von Göttengrün wird westlich von der Bundesautobahn 9 flankiert. Das sanfte Hochplateau ist südöstlich und nordwestlich von Wäldern und lockeren Bewaldungen umrahmt. Östlich des Ortes liegt mit dem Rosenbühl die höchste Erhebung des Thüringer Vogtlands. Die ehemalige Bundesstraße 2 (jetzige L3002) von Gera nach Hof streift nördlich die Flur und ist vom Ort aus gut erreichbar.
Das Dorf gründete sich in zwei lockeren Häuserreihen um den Teich.
Nachbarorte sind: Blintendorf, Schilbach, Tanna (Stadt), Gefell (Stadt) und Dobareuth.
Mit den Linien 710, 155 und 163 des Verkehrsunternehmens KomBus hat Göttengrün Anschluss an die Kernstadt Gefell sowie an die Städte Schleiz, Hirschberg (Saale), Hof (Saale), Tanna und Plauen.

## Geologie
Geologisch ist die Flur von Göttengrün ein typischer Standort des Südostthüringer Schiefergebirges. Diese Böden sind durch den hohen Feinerdeanteil und Humusgehalt sehr fruchtbar. Quellmulden sowie schmale Tallagen der Bäche sind typische Grünlandstandorte. Ackerbau wird auf plateauartigen Geländerücken, welligen Ebenen und Flachhängen begünstigt. Auf sonstigen Lagen überwiegt die forstliche Nutzung.

## Geschichte
Die urkundliche Ersterwähnung von Göttengrün fand am 8. März 1355 statt.
1882 erfolgt der Bau der Bahnlinie Schönberg–Hirschberg/Saale mit einem Bahnhof und Güterabfertigung in Göttengrün. Wanderer und Feriengäste besuchten das Schleizer Oberland. Der Zweite Weltkrieg und die folgenden Grenzmaßnahmen brachte das Erliegen der Reisetätigkeit. Zwischenzeitlich ist der Bahnbetrieb eingestellt. Um den Bahnhof bildete sich damals eine kleine Siedlung. 1963 bis 1991 befand sich in Göttengrün eine Kaserne der Grenztruppen der DDR. Jetzt sind dort kleinere Unternehmen ansässig.
Am 1. Januar 1997 wurde Göttengrün in die Gemeinde Gefell eingegliedert.

## Wirtschaft
Nach wie vor wird das Dorf von der Landwirtschaft geprägt.